# 金羊毛

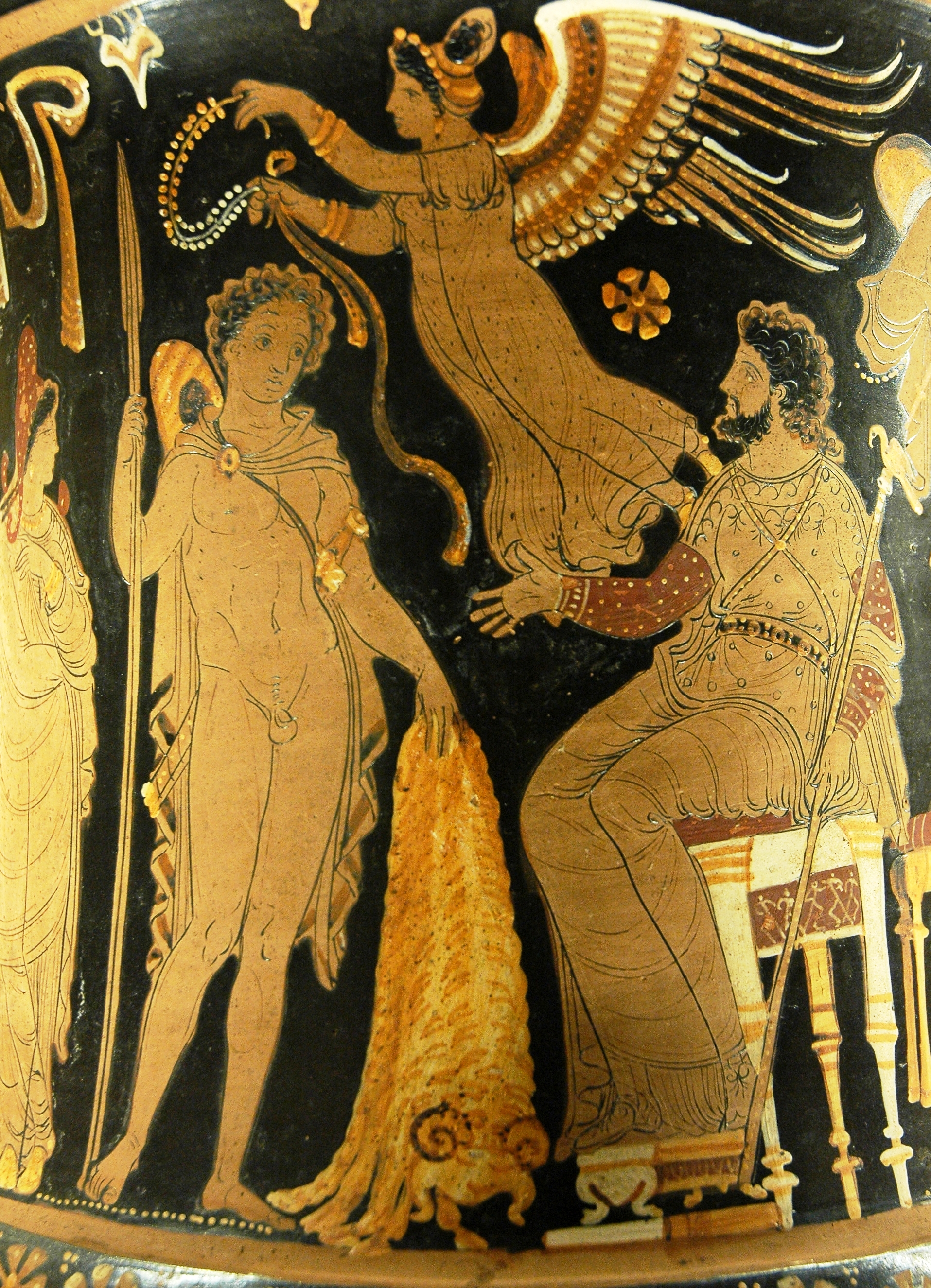
金羊毛とイアソン。

金羊毛（きんようもう、古代ギリシャ語: χρυσόμαλλον δέρας、Chrȳsómallon déras、 英: Golden Fleece）は、ギリシア神話に出てくる秘宝のひとつで、翼を持つ金色の羊の毛皮のこと。コルキスの王が所有し、眠らないドラゴンによって守られていた。
日本語では金羊裘（きんようきゅう）、金色の羊毛、黄金の羊毛、金色羊の革など様々に訳されている。

## 神話

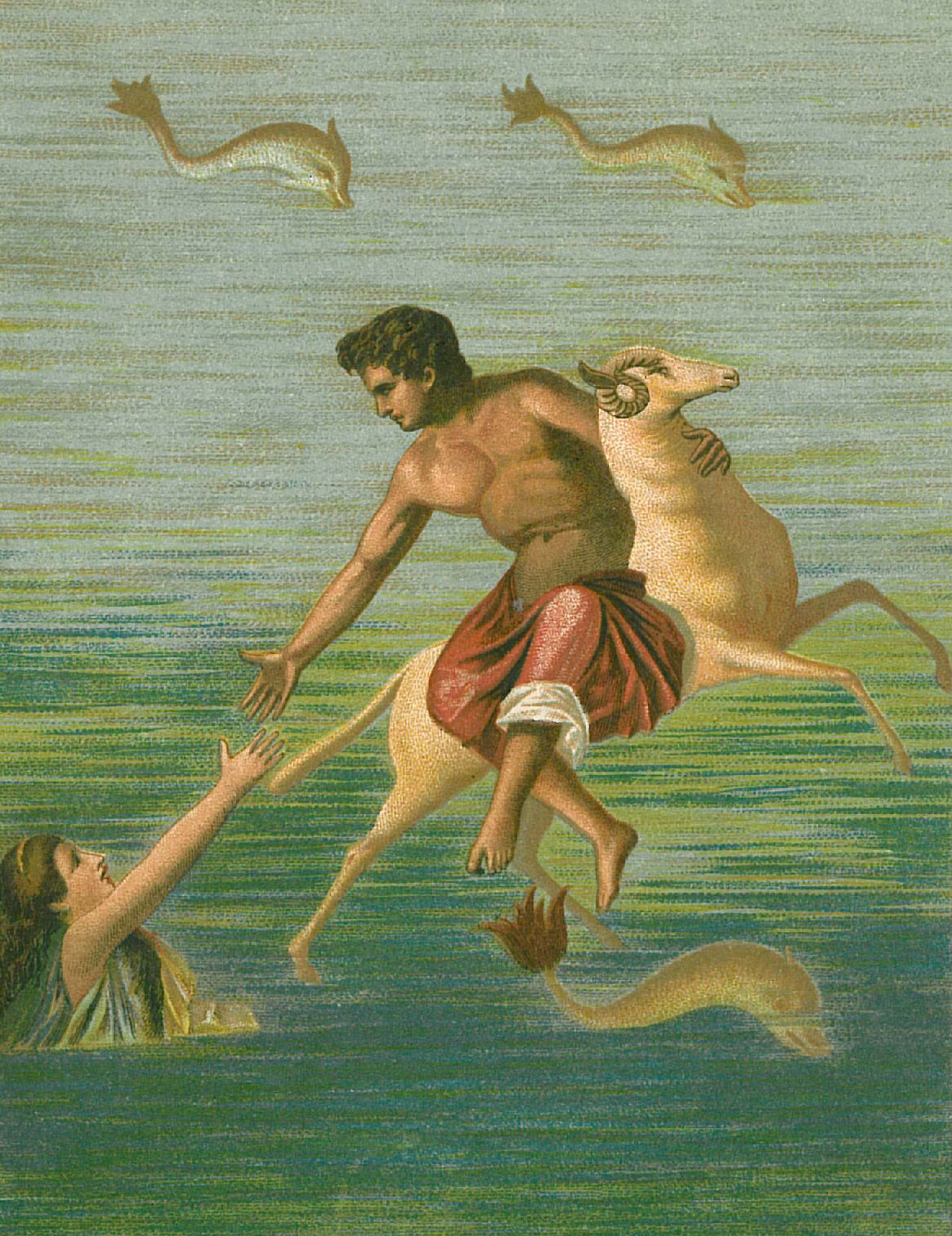
金色の羊で逃げるプリクソスとヘレー。

黄金の羊に関しては以下の二つの神話が有名である。

### プリクソス
ボイオーティア王のアタマースはネペレーと結婚し、プリクソスとヘレーをもうけるが、カドモスの娘イーノーに恋をし、彼女と再婚する。2人の子はこの後妻に殺されそうになるが、ゼウスが（ネペレー説も）翼のある金色の羊をつかわし、2人はそれに乗って逃げる。ヘレーは途中で落ち、プリクソスはコルキスに到着し、眠らないドラゴンにその羊を守らせる。

### イアーソーンの冒険
異父兄弟のペリアースに王位を奪われたイオールコス王のアイソーンは、自分の息子のイアーソーンを死んだことにして、山の賢者のもとに送った。成長したイアーソーンは、王位を奪還するために故郷へ向かう途中、川の前で困っている老女に会い、彼女を背負って川を渡る際にサンダルを片方流してしまう。老女は女神ヘーラーの化身だった。
ペリアースは、「片足だけサンダルを履いた男に気をつけろ」という予言を得ていたため、イアーソーンが現れたとき、「コルキスの金色の羊毛を持ってくることができたら王位を譲る」と、できそうにない難題を出してイアーソーンを遠ざける。

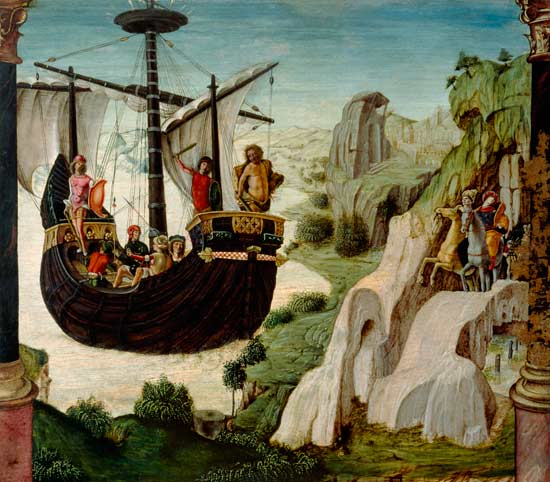
アルゴー号。

イアーソーンは50人の勇士（アルゴナウタイ）を集め、アルゴー号に乗ってコルキスに向かう。さまざまな苦難を乗り越え、ヘレーの助けを借りながら目的地に辿り着き、コルキス王のアイエーテースに金羊毛を渡すよう願い出る。アイエーテースもイアーソーンに難題を出すが、イアーソーンに恋する王の娘のメーデイアの助けを借りて成功させる。金羊毛を渡したくないアイエーテース王は、イアーソーンたちを殺そうとするが、イアーソーンは再びメーデイアの助けを借りて、危機を脱し、金羊毛を奪い取る。
イアーソーンはメーデイアを連れて勇士たちとコルキスを出発。アイエーテース王が追いかけてくるが、再びメーデイアの助けで危機を脱し、故郷に戻る。金羊毛を渡してもペリアースが王位を譲らないため、ペリアースの娘たちを騙して父親を殺させる。その罪からイアーソーンとメーデイアは国外追放になり、コリントスで暮らすが、イアーソーンはコリントスの王女グラウケーに恋し、メーデイアを離縁する。怒ったメーデイアはイアーソーンの一族すべてを根絶やしにする。